# Metalimnus obtusus
Metalimnus obtusus är en insektsart som beskrevs av Alexander Fyodorovich Emeljanov 1966. Metalimnus obtusus ingår i släktet Metalimnus och familjen dvärgstritar. Arten är reproducerande i Sverige. Inga underarter finns listade i Catalogue of Life.